# Diecezja Orihueli-Alicante
Diecezja Orihuela-Alicante (łac. Dioecesis Oriolensis-Lucentinus) – diecezja Kościoła rzymskokatolickiego w Hiszpanii. Należy do metropolii walenckiej. Została erygowana 14 lipca 1564.